# Shion Miura
Shion Miura (jap. 三浦 しをん, Miura Shion, * 23. September 1976 in Tokio) ist eine japanische Autorin und Essayistin.

## Leben und Werk
Shion Miura wurde in Tokio als Tochter des Literaturwissenschaftlers Miura Sukeyuki geboren. 1995 nahm sie an der Waseda-Universität im renommierten Fachbereich für Literatur ein Studium der Schauspielkunst auf. Zum Ende ihres Studiums hin bewarb sie sich 1998 beim Verlag Hayakawa Shobō um eine Stelle. Murakami Tatsurō, der für das Jobinterview verantwortlich war, erkannte Miuras Talent zu schreiben. Noch im gleichen Jahr begann Miura auf Anraten Murakamis unter dem Titel „Shions Lesezeichen“ (しをんのしおり, Shion no shiori) online wöchentliche Beiträge für „Boiled Eggs Online“ zu verfassen. Kurze Zeit später verließ Murakami den Verlag. Miura entschloss sich daraufhin eine Laufbahn als Schriftstellerin einzuschlagen.
Ihr Debüt als Schriftstellerin gab sie im Jahr 2000 mit dem Buch Kakuto suru mono ni maru (A Passing Grade for Those Who Fight). In Japan wurde sie für ihr schriftstellerisches Werk mit verschiedenen Preisen ausgezeichnet. Verschiedene ihrer Bücher liegen auch in chinesischer und koreanischer Übersetzung vor. Der Carlsen-Verlag brachte im Oktober 2013 mit Schneeschütteln im Kamusari die Übersetzung des Buches Kamusari nānā nichijō auf Deutsch heraus.
2006 erhielt sie den Naoki-Preis für ihr Buch Mahoro ekimae Tada Benriken (The Handymen in Mahoro Town). Für Watashi ga katarihajimeta kare wa, Kaze ga tsuyoku fuite iru, Kamusari nānā nichijō und Fune o amu (Assemble the Boats) wurde Shion Miura 2005, 2007, 2010 bzw. 2012 mit dem Großen Preis der Buchhändler ausgezeichnet. Shion Miura ist Mitglied verschiedener Komitees zur Preisvergabe: seit 2008 Jurymitglied für die Vergabe des Dazai-Osamu-Preises, seit 2009 Jurymitglied für die Vergabe des Osamu-Tezuka-Kulturpreis und seit 2012 Jurymitglied für die Vergabe des „R-18 Literaturpreises“ (R-18文学賞).

## Werke
| Erstausgabe | Titel                                                     | Verlag (Ort)          | ISBN                   | Anmerkungen | Deutsche Übersetzung                        |
| ----------- | --------------------------------------------------------- | --------------------- | ---------------------- | --- | ------------------------------------------- |
| 2001        | Mōsō sakuretsu (妄想炸裂)                                 | Shinshokan (Tokio)    | ISBN 4-403-22042-8     | eng. Exploding Illusion |                                             |
| 2002        | Shion no shiori (しをんのしおり)                          | Shinchōsha (Tokio)    | ISBN 4-10-454101-X     | |                                             |
| 2003        | Yume no yō na kōfuku (夢のような幸福)                     | Daiwa Shobō (Tokio)   | ISBN 4-479-68152-3     | eng. Supreme Happiness |                                             |
| 2004        | Watashi ga katari hajimeta kare wa (私が語りはじめた彼は) | Shinchōsha (Tokio)    | ISBN 4-10-454103-6     | eng. I'm talking about him |                                             |
| 2005        | Mukashi no hanashi (むかしのはなし)                       | Gentōsha (Tokio)      | ISBN 4-344-00741-7     | eng. A long long time ago, Sammlung folgender Kurzgeschichten: Raburesu, Roketto no omoide, Disutansu, Irie wa midori, Tadoritsuku made, Hana und Natsukashiki Kawaberi no machi no monogatari seyo |                                             |
| 2006        | Kaze ga tsuyoku fuite iru (風が強く吹いている)            | Shinchōsha (Tokio)    | ISBN 4-10-454104-4     | eng. It's Blowing Hard / The Wind Blows Hard, 2009 Verfilmung in Japan unter dem Titel Kaze ga tsuyoku fuiteiru unter der Regie von Sumio Ōmori, Kinostart: 31. Oktober 2009 |                                             |
| 2006        | Mahoro ekimae Tada Benriken (まほろ駅前多田便利軒)        | Bungei Shunjū (Tokio) | ISBN 4-16-324670-3     | eng. Handymen in Mahoro Town, 2011 Verfilmung in Japan unter dem Titel Mahoro ekimae Tada benriken unter der Regie von Tatsushi Ōmori (Kinostart: 23. April 2011); Vorführung des Films auf der Nippon Connection in Frankfurt am Main am 5. Mai 2012                                                                        |                                             |
| 2006        | Shumi ja nainda (シュミじゃないんだ)                      | Shinshokan (Tokio)    | ISBN 4-403-22048-7     | eng. It´s Not Just My Hobby |                                             |
| 2007        | Ayatsurare bunraku kanshō (あやつられ文楽鑑賞)            | Popurasha (Tokio)     | ISBN 978-4-591-09783-0 | eng. Charmed with bunraku |                                             |
| 2007        | Kimi wa Porarisu (きみはポラリス)                         | Shinchōsha (Tokio)    | ISBN 978-4-10-454105-8 | eng. Something brilliant in my heart, Sammlung folgender Kurzgeschichten: Eien ni kanseishinai nitsū no tegami, Uragiranai koto, Watashitachi ga shita koto, Yoru ni afureru mono, Kotsuhen, Pēpā kurafuto, Mori o aruku, Yūga na seikatsu, Haruta no mainichi, Fuyu no ittōsei, Eien ni tsuzuku tegami no saisho no ichibun |                                             |
| 2007        | Kiwamemichi - bakuretsu essei (極め道 : 爆裂エッセイ)     | Kōbunsha (Tokio)      | ISBN 978-4-334-74260-7 | eng. At head of title: Bunko originaru |                                             |
| 2008        | Monzetsu supairaru (悶絶スパイラル)                       | Ōta Shuppan (Tokio)   | ISBN 978-4-7783-1102-5 | |                                             |
| 2008        | Hikari (光)                                               | Shūeisha (Tokio)      | ISBN 978-4-08-771272-8 | eng. Dark Life |                                             |
| 2009        | Kamusari nānā nichijō (神去なあなあ日常)                  | Tokuma Shoten (Tokio) | ISBN 978-4-19-862731-7 | eng. Easy Life in Kamusari | Schneeschütteln in Kamusari, Carlsen Verlag |
| 2009        | Mahoro ekimae bangaichi (まほろ駅前番外地)                | Bungei Shunjū (Tokio) | ISBN 978-4-16-328600-6 | Sammlung folgender Kurzgeschichten: Hikaru ishi, Hoshi Ryōichi no yūga na nichijō, Omoide no ginmaku, Oka Fujin wa kansatsusuru, Yurakō wa un ga warui, Nigeru otoko, Nagori no tsuki; 2013 Verfilmung in Japan als Serie für das Fernsehen unter der Regie von Hitoshi Ōne                                                  |                                             |
| 2010        | Kogure-so monogatari (木暮荘物語)                         | Shōdensha             |                        | englische Übersetzung des Titels: The Kogure Apartments |                                             |
| 2011        | Fune o amu (舟を編む)                                     | Kōbunsha (Tokio)      | ISBN 978-4-334-92776-9 | zuvor erschienen in Classy von November 2009 bis Juli 2011, 2013 Verfilmung in Japan unter dem Titel Fune o amu und 2016 als Anime-Fernsehserie The Great Passage |                                             |

## Auszeichnungen
- 2006 Naoki-Preis[1] für Mahoro ekimae Tada Benriken (The Handymen in Mahoro Town)
- 2012 Japan Bookseller’s Award[2] im April für Fune o amu  (舟を編む), Assemble the Boats